# Den slutgiltiga lösningen

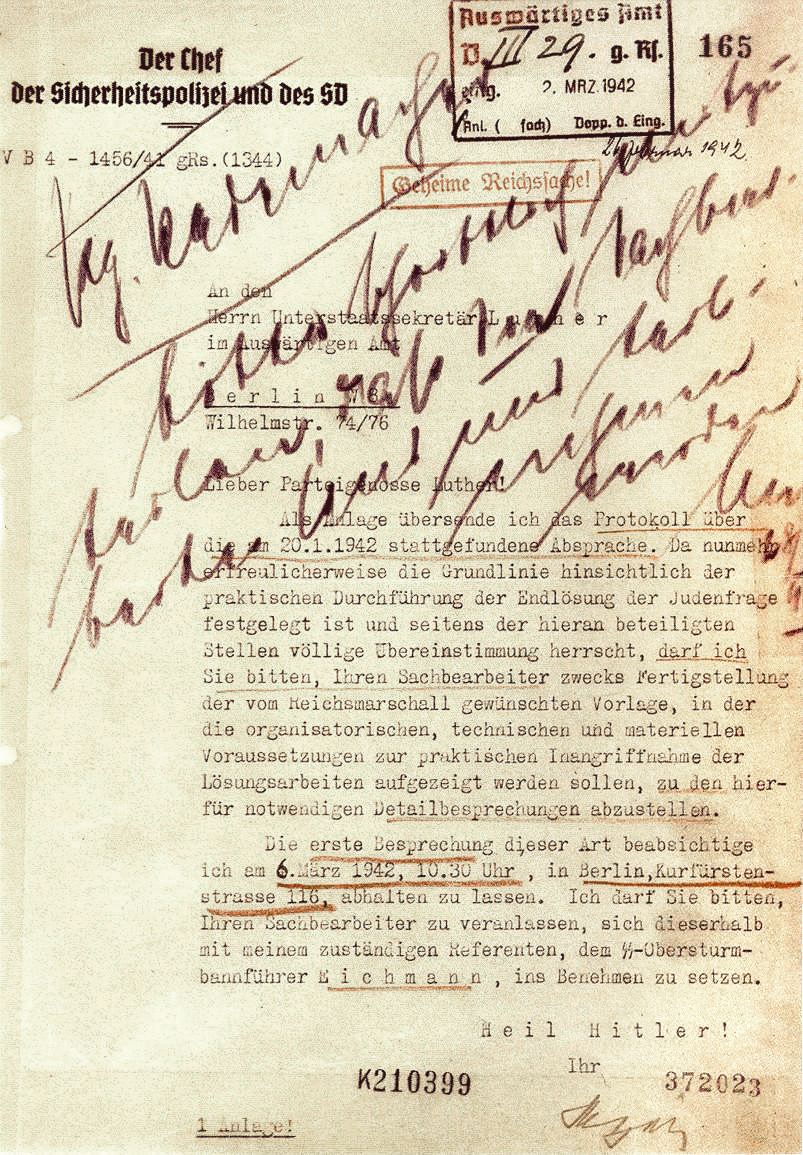
Ett brev från Reinhard Heydrich till den tyske diplomaten Martin Luther den 26 februari 1942. Heydrich följer här upp Wannseekonferensen genom förfrågan om administrativ medverkan angående genomförandet av "Endlösung der Judenfrage". Se även den engelska översättningen.

Den slutgiltiga lösningen av judefrågan (tyska: Endlösung der Judenfrage) syftar på Nazitysklands planering och genomförande av ett systematiskt folkmord på Europas judar under andra världskriget. Vid Wannseekonferensen i januari 1942 beslutades det hur deportationerna och förintandet skulle organiseras och implementeras administrativt och logistiskt. De femton konferensdeltagarna, som representerade olika ministerier och organisationer inom det regerande nazistpartiet, NSDAP, och inom den militära organisationen SS, enades om att samverka i verkställandet av utrotningen av judarna.

## Vägen till folkmord
Den 30 januari 1933 utsågs Adolf Hitler till tysk rikskansler och han förklarade att judarna skulle exkluderas från det tyska samhällslivet. Åtgärderna mot judarna utvecklades i fem steg: fördrivning, emigration, gettoisering, massarkebuseringar, paneuropeiskt folkmord.
Tyska judar fördrevs från byar och mindre städer till större städer. Nazisterna gjorde på så sätt landsbygden "judefri".
Från 1933 till krigsutbrottet 1939 var lösningen på judefrågan emigration. De tyska myndigheterna tillät, och uppmuntrade, judiska personer att lämna Tyskland för bland annat USA, Argentina, Storbritannien och Palestina. Judarnas egendomar, bostäder och bohag beslagtogs. År 1938 hade drygt hälften av de 500 000 judar som befann sig i Tyskland 1933 emigrerat. Möjligheten att emigrera berodde inte endast på tyska myndigheters villighet att låta judar lämna Tyskland, utan även på andra staters villighet att släppa in judar. Med tiden antog många stater lagar som begränsade judisk immigration.
Efter den tyska invasionen av Polen 1939 kom ytterligare en och en halv miljon judar under tyskt styre. I september och oktober 1939 dödades tusentals judar och polacker. Genom kriget och den brittiska marinblockaden mot Tyskland blev det i princip omöjligt för Stortysklands judar att emigrera. I den av Tyskland annekterade delen av Polen och i den nominellt autonoma Generalguvernementet växte en tredje lösning fram: gettoisering. Judar föstes ihop i avgränsade områden, där de sanitära förhållandena var undermåliga. Getton inrättades i bland annat Warszawa och Łódź.
Den 22 juni 1941 inledde Tyskland Operation Barbarossa, fälttåget mot den tidigare bundsförvanten Sovjetunionen. I de framryckande tyska arméernas spår följde särskilda mobila insatsstyrkor, Einsatzgruppen, med uppdrag att mörda alla judar de påträffade. Lokal polis och paramilitära styrkor deltog i massmördandet. I Babij Jar utanför Kiev arkebuserades över 33 000 judiska män, kvinnor och barn under två dagar i slutet av september 1941. Men massarkebuseringarnas skoningslösa och brutala karaktär föranledde protester, bland annat från militära befälhavare och från Wilhelm Kube, generalkommissarie i det ockuperade Vitryssland.
Sensommaren 1941 började man inom nazistpartiet och SS att diskutera en slutgiltig lösning på judefrågan; när denna lösning hade genomförts, tänkte man, skulle det inte längre finnas några judar kvar i det av Tyskland kontrollerade Europa. Den slutgiltiga lösningen innebar ett paneuropeiskt folkmord på den judiska befolkningen, ett fullständigt fysiskt förintande. Judar skulle samlas ihop i sina hemländer, föras till transitläger och därefter deporteras med tåg till ensligt belägna förintelseläger, där de skulle mördas med gas. Med tiden utvecklades två mordmetoder: gasvagnar och gaskammare. I det ockuperade Polen inrättades fyra förintelseläger: Chełmno, Bełżec, Sobibór och Treblinka. I Chełmno mördades offren i gasvagnar, medan man i de tre övriga lägren använde kolmonoxid från motorer. I Maly Trostenets i utkanten av Minsk begicks morden till viss del med gasvagnar.
Den 20 januari 1942 ledde Reinhard Heydrich en konferens med femton högt uppsatta officerare i SS och ämbetsmän vid Tysklands olika ministerier i Wannsee utanför Berlin. Wannseekonferensens syfte var att dra upp riktlinjerna för hur den slutgiltiga lösningen av judefrågan praktiskt skulle genomföras. Vid konferensen delgavs deltagarna information om resultaten av de initiala experimenten med gas, förövade i Chełmno den 8 december 1941, då 2 300 judar dödades i gasvagnar. I mars 1942 inrättades förintelselägret Birkenau, i vilket offren mördades med Zyklon B.

## Historiografisk debatt
Själva beslutet om att förinta de europeiska judarna togs inte vid Wannseekonferensen; det hade fattats tidigare. Det råder dock delade meningar om när beslutet togs. En teori innebär att beslutet fattades i mitten av juli 1941, drygt tre veckor efter att Nazitysklands anfall mot Sovjetunionen, Operation Barbarossa, hade inletts den 22 juni. Den amerikanske historikern Christopher R. Browning anser att avgörandet ägde rum i oktober 1941 då Reichsführer-SS Heinrich Himmler på Adolf Hitlers order förbjöd all emigration från Nazityskland. I oktober 1941 inleddes även uppförandet av förintelselägren i Chełmno och Bełżec. En tredje tidpunkt förfäktas av den tyske historikern Christian Gerlach. Han menar att Hitler tillkännagav sin intention att begå massmord på Europas judar vid ett möte med riksledare och gauledare den 12 december 1941.
Våren 1942 hade det systematiska massmordet i industriell skala inletts i förintelseläger belägna i Generalguvernementet, den territoriella del av Polen som inte införlivades med det tyska riket. Hundratusentals människor hade emellertid redan mördats av Einsatzgruppen i Sovjetunionen och vid omfattande pogromer i bland annat Baltikum.
Vid Posenkonferensen den 6 oktober 1943 höll Himmler ett tal i vilket han för första gången explicit klargjorde för alla närvarande partifunktionärer och gauledare att den "slutgiltiga lösningen" innebar att samtliga judar skulle mördas.
Enligt den tyske historikern Martin Broszat (1926–1989) kännetecknades den nazistiska regimen av en "kumulativ radikalisering". Broszat menar, att när ett enskilt beslut inom den nazistiska administrationen orsakade ett problem, löstes detta med ett ännu radikalare beslut. Ett exempel på detta är hur händelserna trappades upp i gettot i Łódź 1941. Gettot drabbades vid denna tid av en allvarlig livsmedelskris och en nazistisk politiker föreslog då att man, för att lösa krisen, skulle gallra ut de arbetsodugliga judarna och döda dem.